# Tiklaspuisto
Tiklaspuisto est un parc du quartier Vöyrinkaupunki de Vaasa en Finlande.

## Présentation
Le parc Tiklas est une zone forestière. 
L'étang du parc est un vestige d'une ancienne baie maritime. 
L'étang a maintenant une fontaine et de nombreux oiseaux différents prospèrent dans l'eau.
Au bord de l'eau, il y a plusieurs aires pour la détente et l'observation des oiseaux.
L'œuvre d'art Jäätie du sculpteur Pekka Jylhä, est un monument à la guerre d'hiver finlandaise (1939-1940). 
La route de glace traversait le Kvarken entre Umeå et Vaasa, le long de laquelle des approvisionnements importants étaient acheminés par camions de Suède vers la Finlande.
La sculpture Peikko et Impi du sculpteur Elias Ilka est située dans une zone de gravier circulaire au centre du parc Tiklaspuisto.